# Nicolas Huber
Nicolas Huber (Zurigo, 14 gennaio 1995) è uno snowboarder svizzero, specializzato in slopestyle e big air.

## Biografia
Specializzato in slopestyle e big air e attivo a livello internazionale dall'aprile 2016, Huber ha debuttato in Coppa del Mondo il 20 gennaio 2017, giungendo 27º nello slopestyle di Laax.
In carriera ha preso parte a due rassegne olimpiche e a quattro iridate. Ai Mondiali di Sierra Nevada 2017 ha vinto la medaglia d'argento nello slopestyle, mentre a Bakuriani 2023 quella di bronzo nel big air.

## Palmarès

### Mondiali
- 2 medaglie:
  - 1 argento (slopestyle a Sierra Nevada 2017)
  - 1 bronzo (big air a Bakuriani 2023)

### Coppa del Mondo
- Miglior piazzamento nella Coppa del Mondo di freestyle: 17º nel 2022
- Miglior piazzamento nella Coppa del Mondo di big air: 12º nel 2018 e nel 2019
- Miglior piazzamento nella Coppa del Mondo di slopestyle: 9º nel 2022